# Konvenienz
Als Konvenienz (lat. Übereinkunft; von convenire: (zusammen) passen, geeignet sein) bezeichnete man vor allem im 19. Jahrhundert das durch Herkommen als schicklich Festgesetzte und die Rücksicht darauf; die Rücksicht auf das Zusammenpassende in Bezug auf äußere Verhältnisse, Rang, Vermögen etc. Man sprach daher auch von einer Konvenienzehe, im Gegensatz zu Neigungs- oder Affektionsheirat.

## Einzelbelege
1. ↑  Paul Fischer: Goethe-Wortschatz – ein sprachgeschichtliches Wörterbuch zu Goethes sämtlichen Werken, Leipzig : E. Rohmkopf 1929, S. 844.
2. ↑  Friedrich List: Schriften, Reden, Briefe, Bd. 8. Tagebücher und Briefe 1812–1846, hrsg. Erwin von v. Beckerath, Berlin : Reimar Hobbing 1933, S. 577.